# Sita

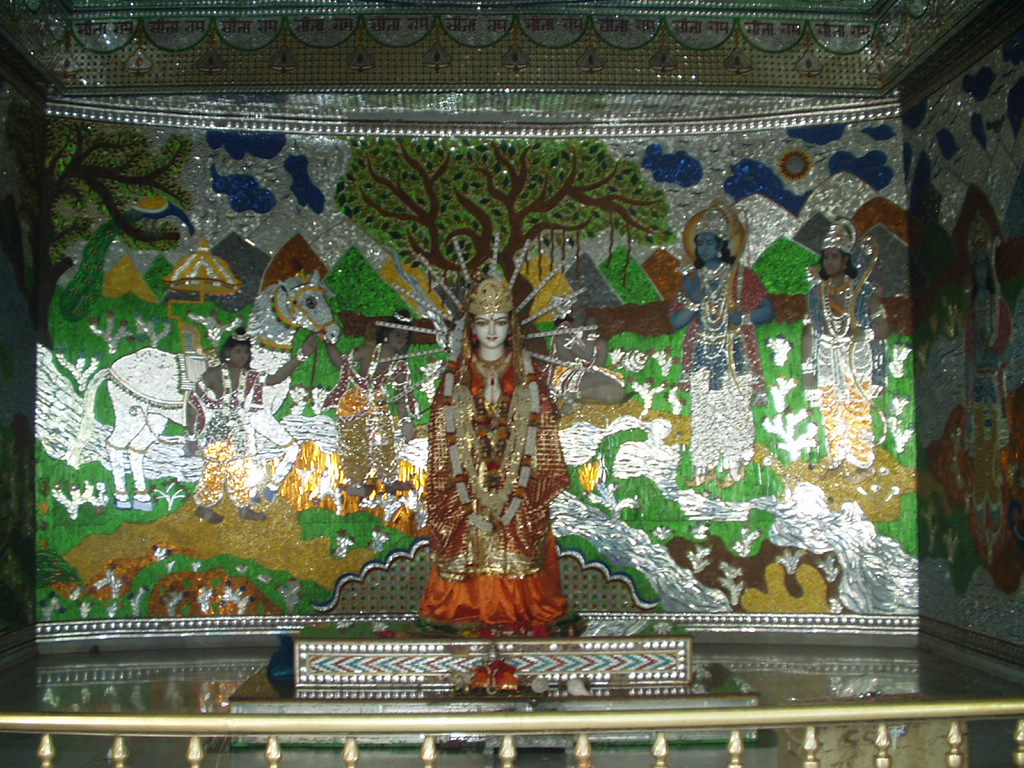
Wizerunek Sity

Sita (hindi: सीता; tamilski: சீதை) – w hinduizmie żona Ramy, bohaterka Ramajany. Została porwana na wyspę Cejlon przez demona Rawanę, co wywołało wojnę i unicestwienie demona.

## Recepcja w literaturze hinduistycznej
- Adbhuta Ramajana przedstawia Bhadrakali jako formę, którą przybrała bogini Sita, aby zabić Rawanę
- Śriramćaritmanasa (dewanagari: श्रीरामचरितमानस, trl. ŚrīRāmacaritamānasa) Tulsidasa opisuje przemianę Sity w boginię Kali, jej zwycięstwo nad Rawaną, tryumfalny taniec w bojowym szale, zatrzymanej dopiero nastąpieniem Kali na cało leżącego Śiwy[1].